# Spondotriplax
Spondotriplax é um género de coleópteros da família Erotylidae.